# يلا يا نصر الله (أغنية)
يلا نصر الله ، هي أغنية إسرائيلية من نوع البوب ، وهما Frishman و the Pioneers الإسرائيليان من أصول لبنانية ، وتتحدث الأغنية عن حسن نصر الله خلال حرب لبنان 2006 بأغنية ساخرة له .

## وصلات خارجية
- Webpage of the writers on Karma Music Consulting site
- "The Crisis Facing Israel: Settling for a Draw with Hezbollah" on Spiegel Online